# Theretra boisduvalii
Theretra boisduvalii és una espècie de lepidòpter ditrisi de la família dels esfíngids (Sphingidae) pròpia d'Àsia meridional.

## Descripció

### Imago
Envergadura alar d'entre 84 i 110 mm. El seu aspecte general és similar al d'una fulla seca. Cap, tòrax, abdomen i ales anteriors marrons. La seva forma i color imiten fulles seques, amb unes fines franges més fosques que s'assimilen venes d'aquestes. Ales posteriors negres amb una part marginal també marró. No presenta gaire variabilitat.

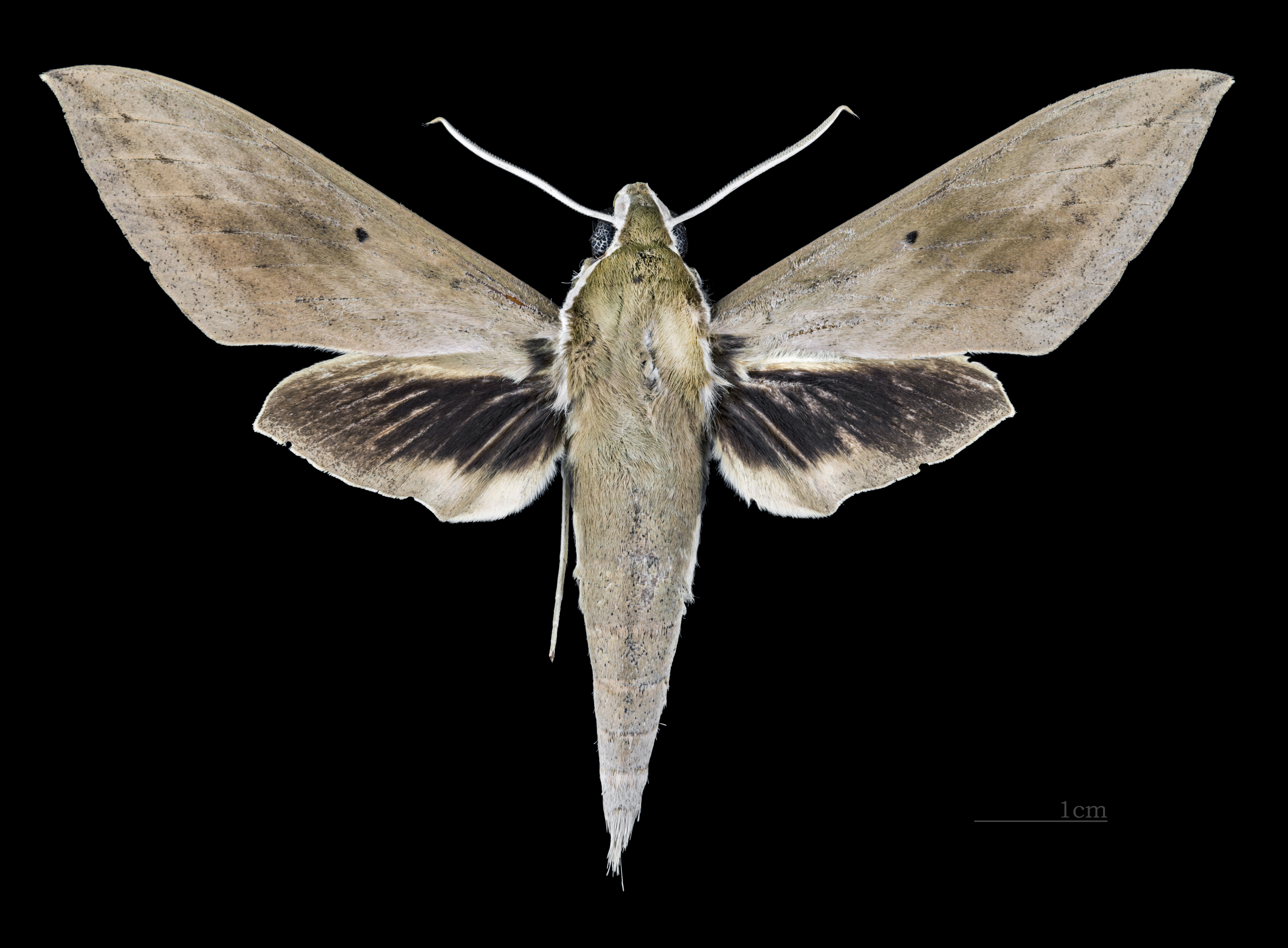
♂
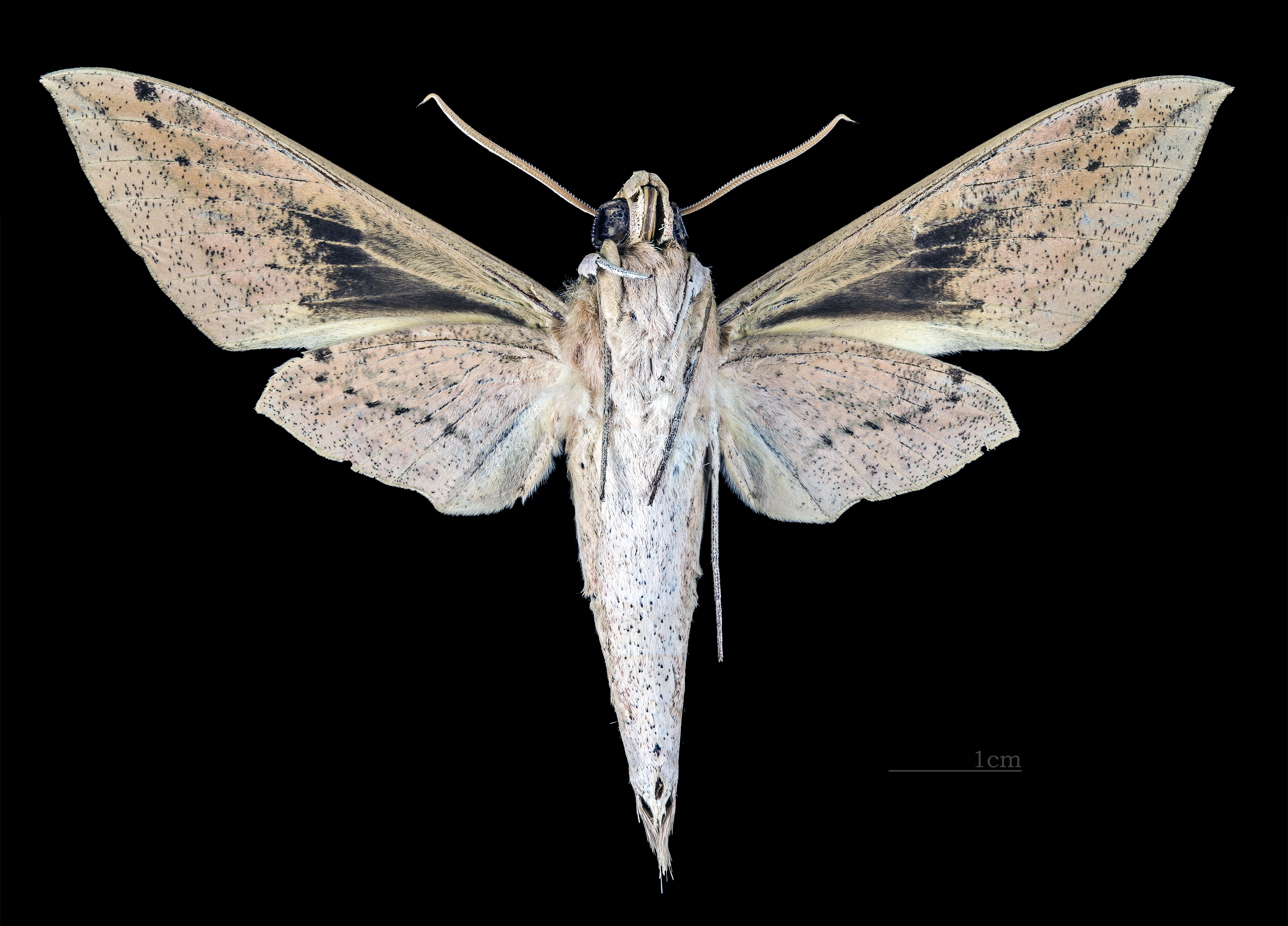
♂ △
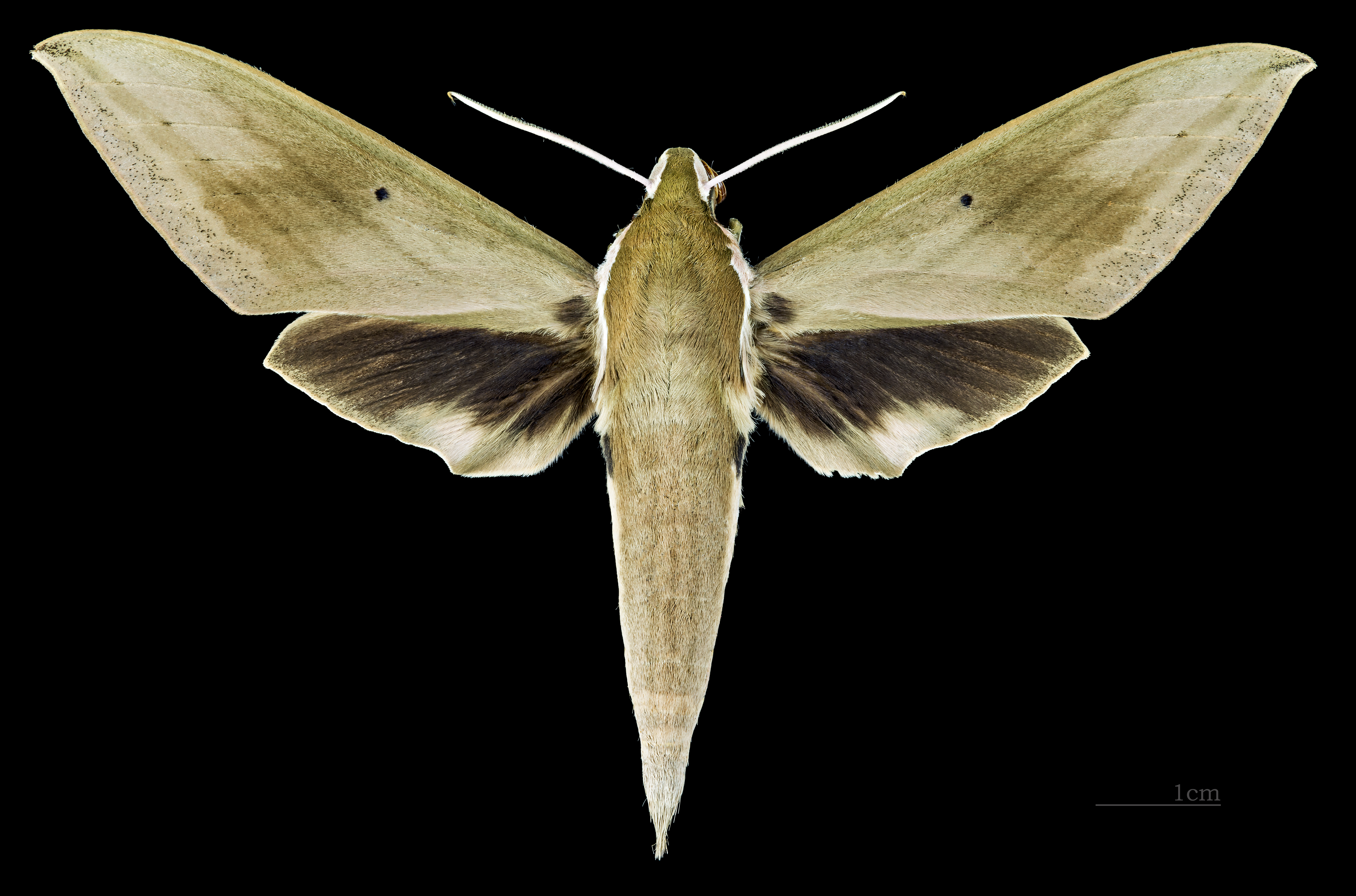
♀
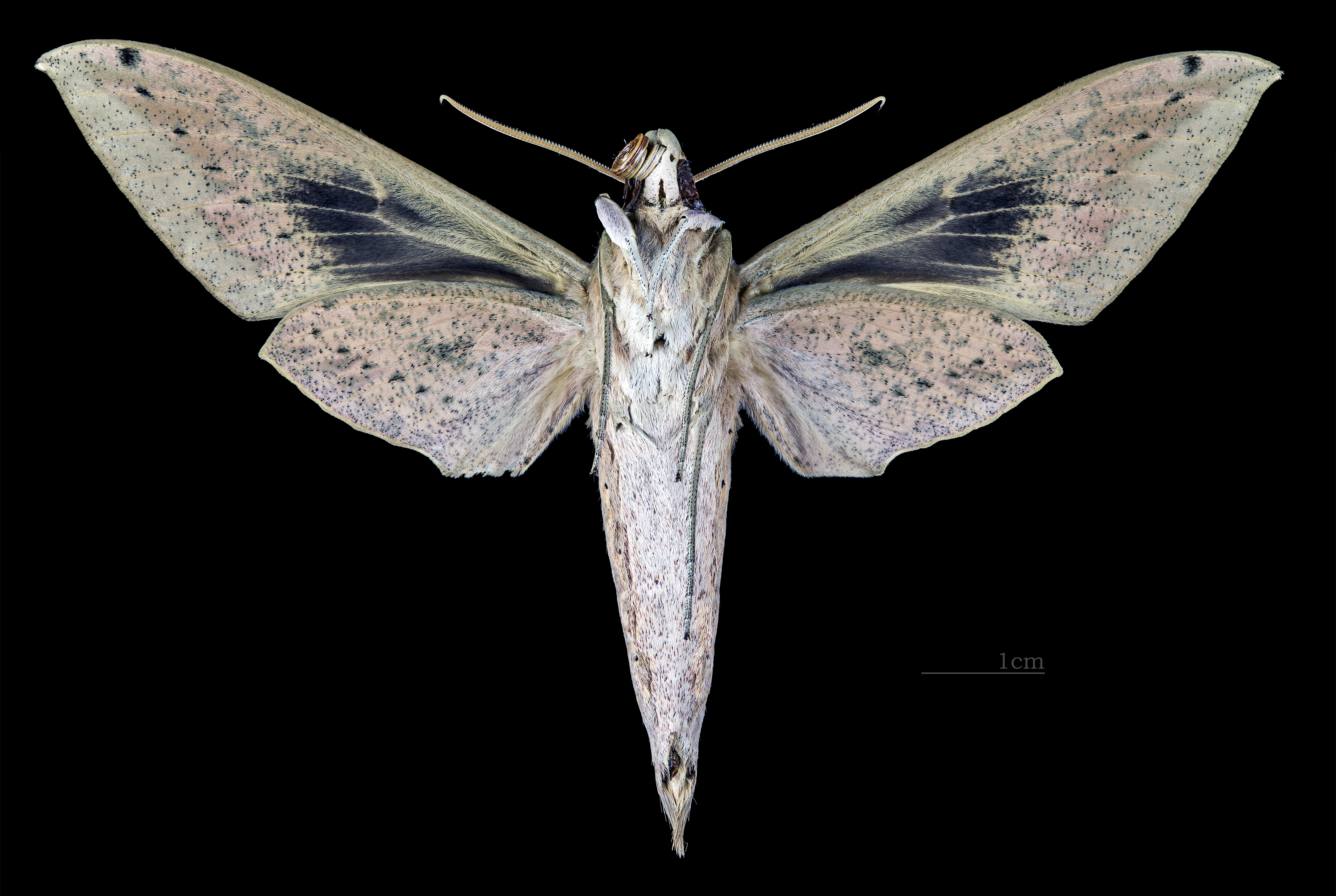
♀ △

### Eruga
Fins a uns 110 mm de longitud aproximadament, molt similar a la de Theretra alecto. Coloració variable. Destaquen els seus dos ocels foscs i dues línies de colors més clars que acaben unint-se a la base de la cua, corbada.

## Hàbitat
Hàbits poc coneguts, se sap que es pot trobar en camps de cultiu amb vitàcies i que és fàcil d'atreure amb flors i llum. L'eruga s'alimenta de Vitis i Parthenocissus.

## Distribució
Es troba des del sud-est de l'Iran, est de Sri Lanka i a través de l'Himalàia fins al Sud-est Asiàtic i Borneo. S'han trobat exemplars extraviats a Turquia i Grècia.